# Meridiano V

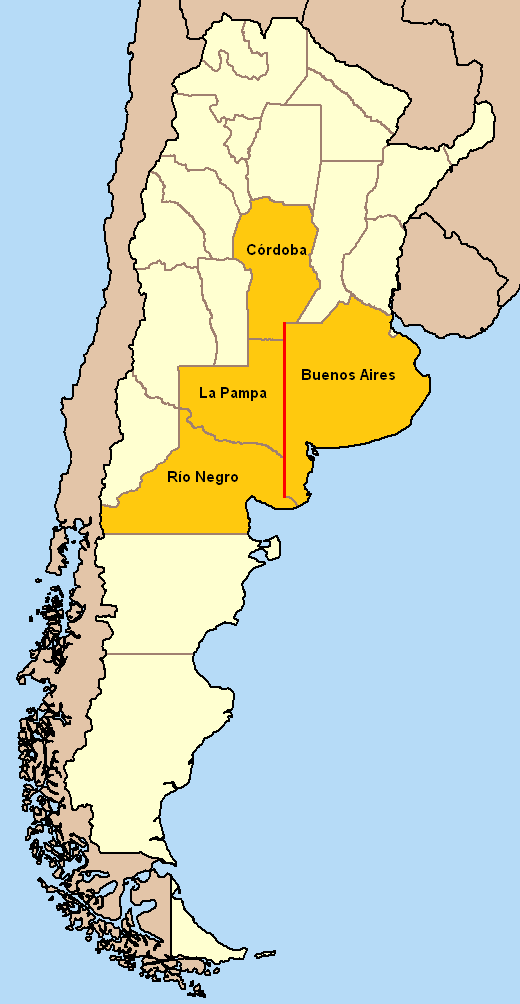
En la Argentina, el Meridiano V define el límite oeste de la Provincia de Buenos Aires.

El Meridiano V (o Meridiano Quinto) se refiere en la Argentina al meridiano que se encuentra a cinco grados al oeste del meridiano de Buenos Aires, marcando el límite político entre la provincia de Buenos Aires, con las de La Pampa, Córdoba y Río Negro.
A nivel global, esa línea de longitud se extiende desde el Polo Norte cruzando el Océano Ártico, Norteamérica, el Océano Atlántico, el Mar Caribe, Sudamérica, y la Antártida hasta llegar al Polo Sur.

## Historia
El límite político citado ha surgido a partir de la ley 947 de 1878, de la ley 1.532 de 1884, y de otras normas complementarias, tomando como meridiano de origen al de la ciudad de Buenos Aires, para así establecer el límite entre la provincia de Buenos Aires y el entonces territorio nacional de La Pampa, que en 1951 se transformó en la provincia homónima.

## Otros usos del nombre
En 1907 se ordenó un estudio definitivo para la construcción de un ramal ferroviario que saldría desde la ciudad de La Plata hasta la estación Meridiano V (actualmente González Moreno). Así se creó el Ferrocarril Provincial de Buenos Aires (originalmente llamado Ferrocarril de La Plata al Meridiano V) que sería administrado totalmente por la Provincia de Buenos Aires.
En 1910 se inauguró la Estación Provincial en la ciudad de La Plata del citado Ferrocarril de La Plata al Meridiano V, con lo que con el tiempo, le daría nombre al barrio emplazado en las inmediaciones de la estación como Barrio Meridiano V. Además, en el citado barrio se constituyó el Circuito Cultural Meridiano V.
Por otro lado, existe una calle que marca el límite político entre las provincias de La Pampa y Buenos Aires, en el tramo comprendido entre la Ruta Nacional 188 y la Ruta Provincial 2, que se conoce como Camino del Meridiano V.